# Іванківці (Старосинявська селищна громада)
Іва́нківці — село в Україні, у Старосинявській селищній громаді Хмельницького району Хмельницької області. Населення становить 503 особи.

## Історія
За поділом ХІХ сторіччя село Літинського повіту. За відомостями Географічного словника Королівства Польського належало до Борейків, потім до Глембоцьких.
Неподалік села, над берегом р. Ікви залишки валів з 1657 року, що їх місцеве населення викопало для захисту перед татарами.
7 (20) листопада 1917 року, відповідно до Третього Універсалу Української Центральної Ради, увійшло до складу Української Народної Республіки.
Існувала дерев'яна триповерхова церква Покрови, побудована у 1748 р.  У 1822 р. зведено дерев'яну дзвіницю. Нічого не збереглось.
12 червня 2020 року, відповідно до розпорядження Кабінету Міністрів України № 727-р «Про визначення адміністративних центрів та затвердження територій територіальних громад Хмельницької області», увійшло до складу Старосинявської селищної громади.
19 липня 2020 року, в результаті адміністративно-територіальної реформи та ліквідації Старосинявського району, село увійшло до складу новоутвореного Хмельницького району.

## Населення

### Мова
Розподіл населення за рідною мовою за даними перепису 2001 року:
| Мова       | Кількість | Відсоток |
| ---------- | --------- | -------- |
| українська | 497       | 98.81%   |
| російська  | 6         | 1.19%    |
| Усього     | 503       | 100%     |

## Пам'ятки
Дерев'яна Покровська церква, збудована у I пол. ХІХ ст. Одноповерхова.  

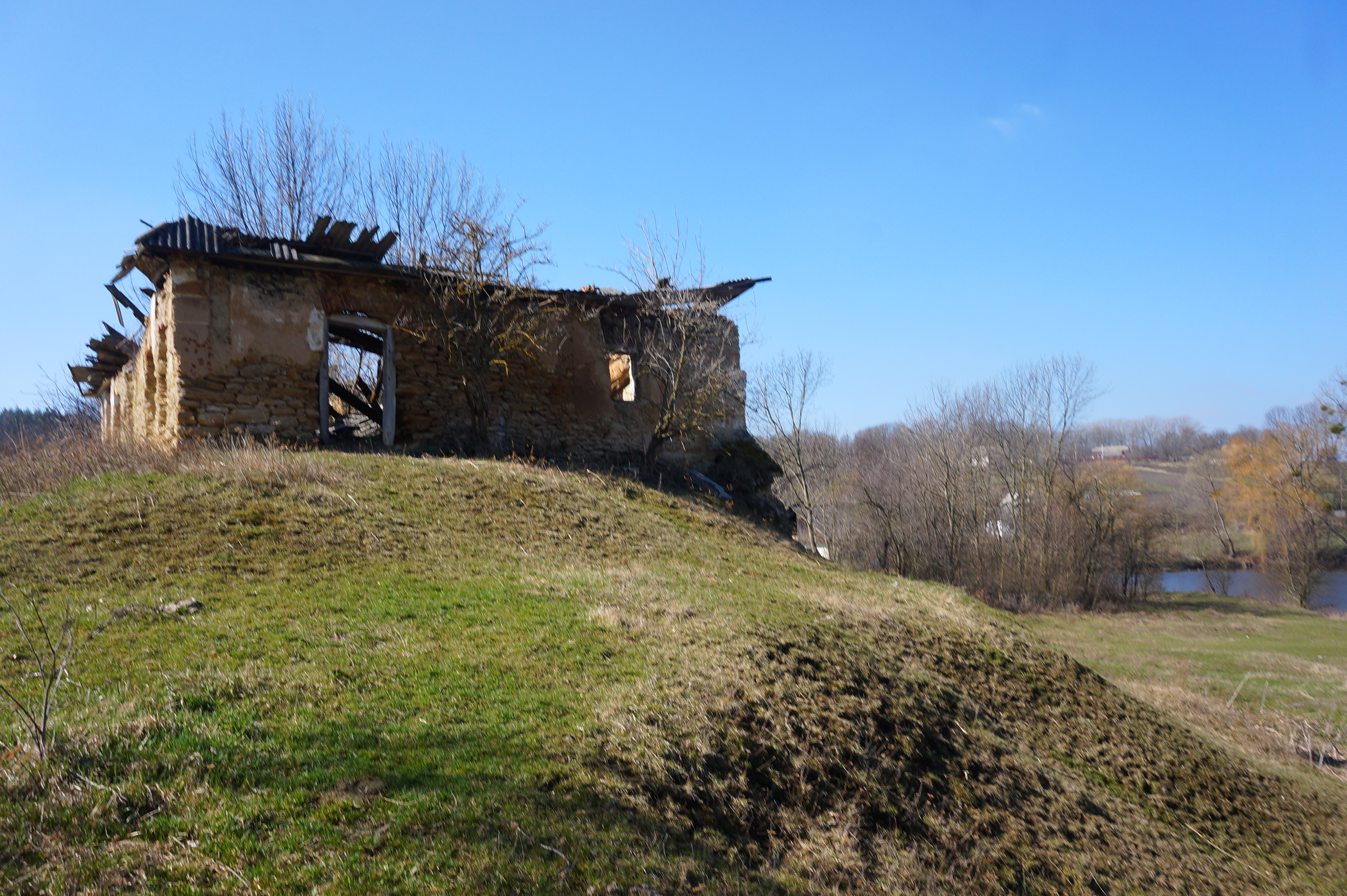
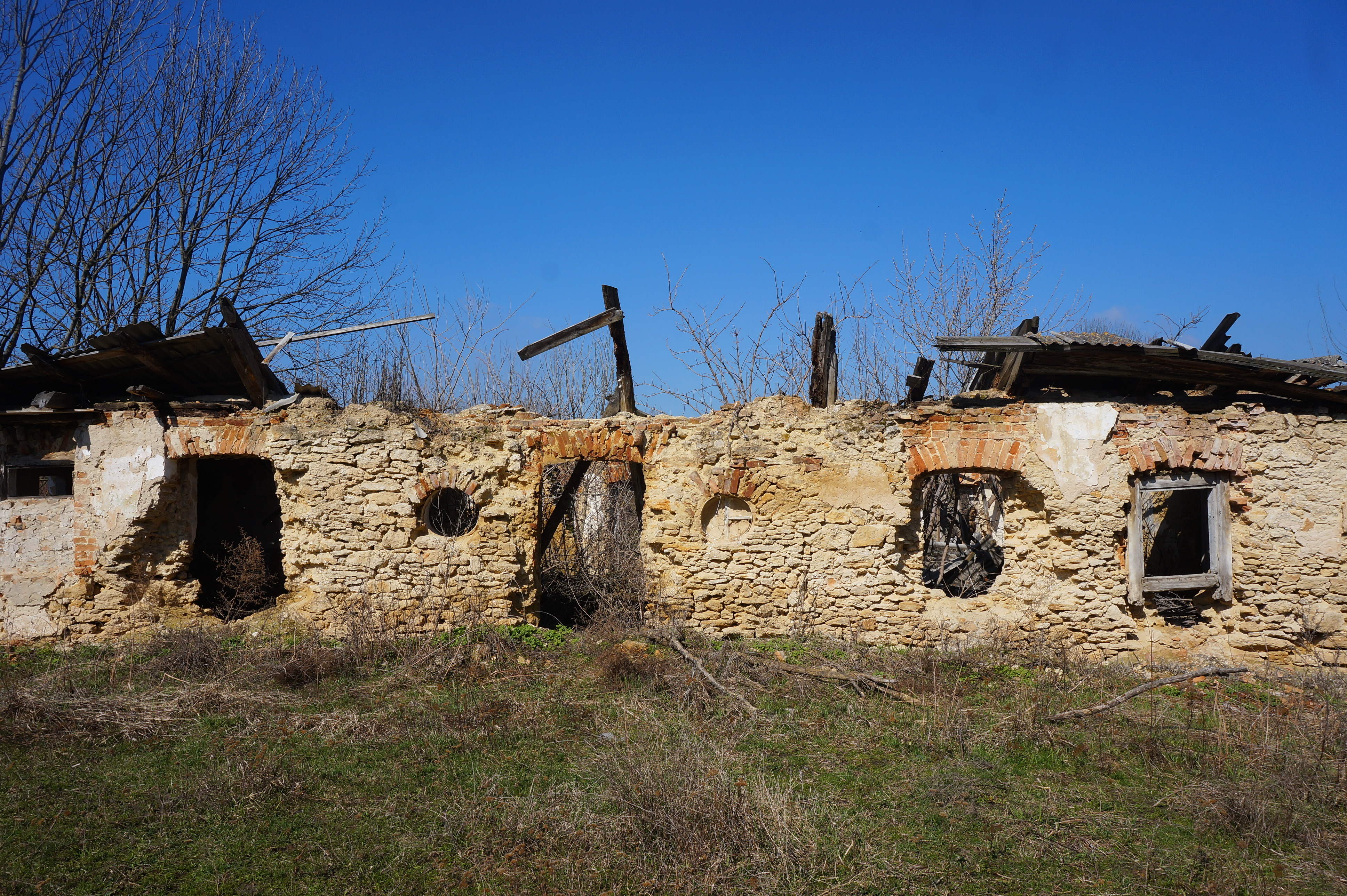
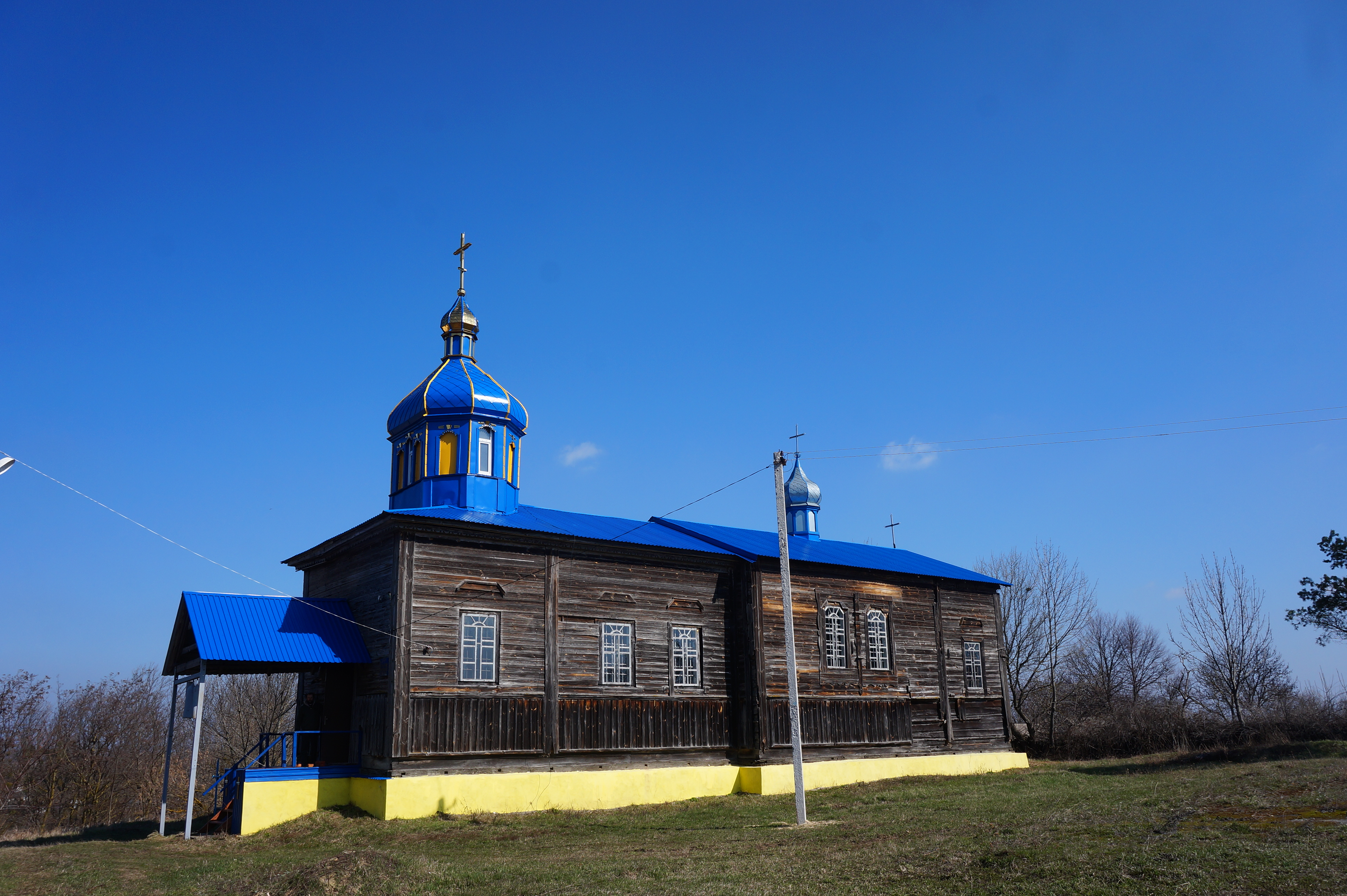
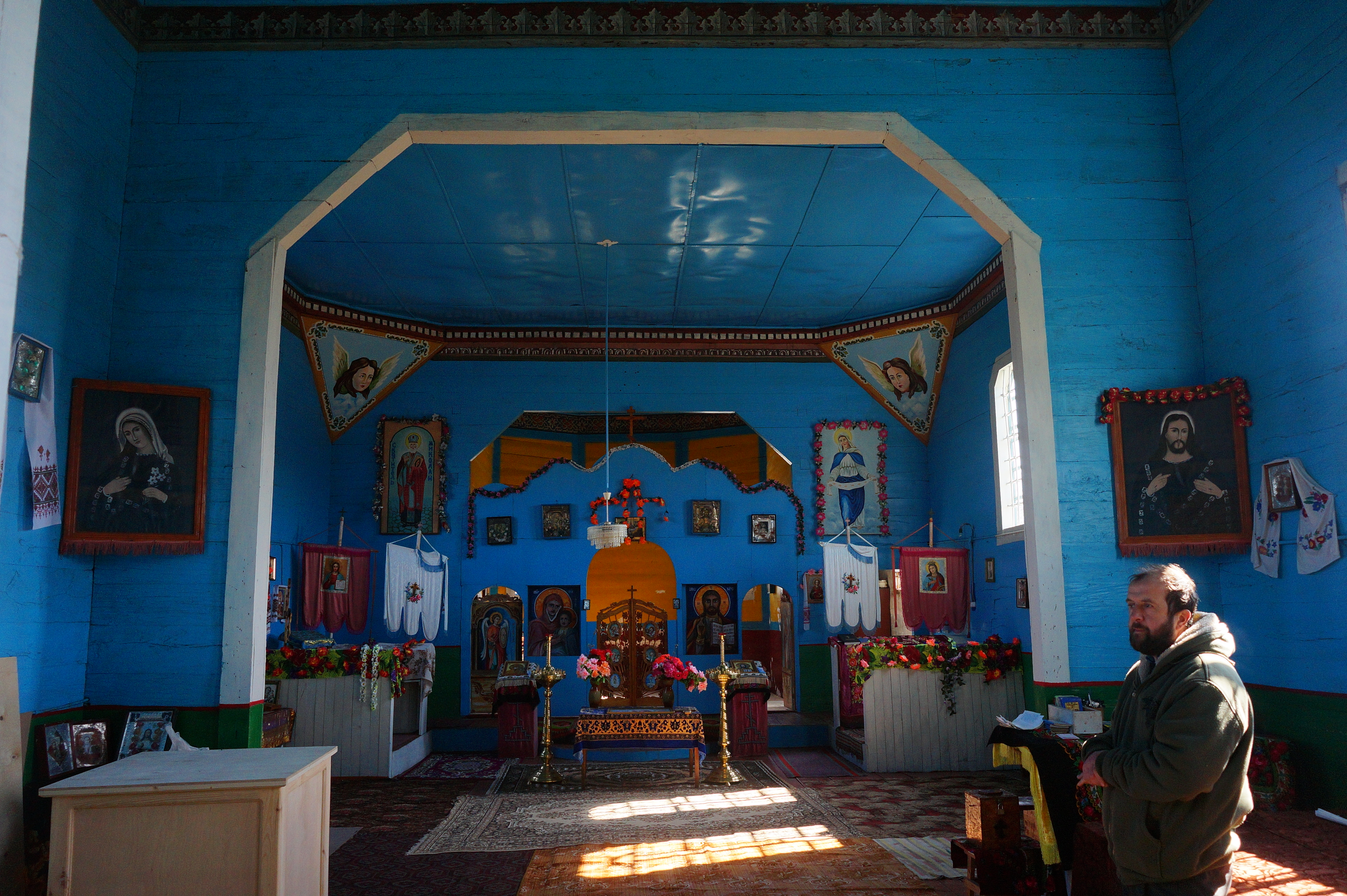